# Притајено зло: Бескрајна тама
Притајено зло: Бескрајна тама америчка је CGI мини-серија по франшизи Resident Evil коју производи Capcom. Прати протагонисте видео-игре Resident Evil 2, Леона С. Кенедија и Клер Редфилд.
Произвели су је TMS Entertainment и Quebico. Премијерно је приказана 8. јула 2021. године за Netflix.

## Радња
Годинама након страве у Ракун Ситију, Леон и Клер нађу се усред мрачне завере након што вирус опустоши Белу кућу.

## Улоге
| Улога          | Јапански глас     | Енглески глас    |
| -------------- | ----------------- | ---------------- |
| Леон С. Кенеди | Тошијуки Морикава | Ник Апостолидес  |
| Клер Редфилд   | Јуко Каида        | Стефани Панисељо |
| Џејсон         | Фумихико Тачики   | Реј Чејс         |
| Шен Меј        | Мегуми Хан        | Јона Сјао        |
| Патрик         | Кенџи Ноџима      | Били Камец       |
| Вилсон         | Аруно Тахара      | Даг Стоун        |
| Грејам         | Казухико Иное     | Џо Џ. Томас      |
| Рајан          | Мицуру Огата      | Бред Венебл      |

## Епизоде
| Бр. еп. | Наслов     | Редитељ       | Сценариста                | Премијера    |
| --- | ---------- | ------------- | ------------------------- | ------------ |
| 1 | 1. епизода | Ејчиро Хасуми | Шого Муто и Ејчиро Хасуми | 8. јул 2021. |
| У невладиној задрузи у Пенамстану, Клер открије знакове који је подсећају на Ракун Сити. Леон оде у Белу кућу, несвестан да је изложен нападу. |            |               |                           |              |
| 2 | 2. епизода | Ејчиро Хасуми | Шого Муто и Ејчиро Хасуми | 8. јул 2021. |
| Леон с агентима Џејсоном и Шен Меј нуклеарном подморницом оде на тајну мисију инфилтрације у истраживачко складиште у Шангају.                 |            |               |                           |              |
| 3 | 3. епизода | Ејчиро Хасуми | Шого Муто и Ејчиро Хасуми | 8. јул 2021. |
| Клер открије страшну сцену у дому једног од посљедњих преживелих чланова јединице Бесни пси. Шен Меј упозори Леона на злокобну заверу.         |            |               |                           |              |
| 4 | 4. епизода | Ејчиро Хасуми | Шого Муто и Ејчиро Хасуми | 8. јул 2021. |
| Министар Вилсон запрети Клер смрћу ако не одустане од своје потраге. Леон и Шен Меј оду у велику подземну лабораторију за биолошко оружје.     |            |               |                           |              |